# نوامبر ۲۰۱۱
نوامبر ۲۰۱۱، یکی از ماه‌های ۲۰۱۱ (میلادی) است.
آغاز آن، روز سه‌شنبه برابر با ۱۰ آبان ۱۳۹۰ خورشیدی.

## رویدادها
- درگاه: وقایع کنونی/وقایع ۱۲ نوامبر ۲۰۱۱
- درگاه: وقایع کنونی/وقایع  ۱۹ نوامبر ۲۰۱۱
- درگاه: وقایع کنونی/وقایع ۲۴ نوامبر ۲۰۱۱
- درگاه: وقایع کنونی/وقایع ۲۷ نوامبر ۲۰۱۱
- درگاه: وقایع کنونی/وقایع ۲۹ نوامبر ۲۰۱۱
- درگاه: وقایع کنونی/وقایع ۳۰ نوامبر ۲۰۱۱